# Kurt Imhof
Pour les articles homonymes, voir Imhof.
 (décembre 2020).
Si vous disposez d'ouvrages ou d'articles de référence ou si vous connaissez des sites web de qualité traitant du thème abordé ici, merci de compléter l'article en donnant les références utiles à sa vérifiabilité et en les liant à la section « Notes et références ».
 (avril 2019).
Kurt Imhof, né le 17 janvier 1956 à Romanshorn et mort le 1er mars 2015 à Zurich, est un sociologue suisse spécialiste des médias.

## Biographie
Après une formation de dessinateur en bâtiment, Kurt Imhof obtient sa maturité (équivalent suisse du baccalauréat) en 1981. Il étudie alors l'histoire la sociologie et la philosophie à l'Université de Zurich jusqu'en 1986 et termine sa thèse de doctorant d'histoire, Diskontinuität der Moderne (La discontinuité de la modernité), en 1989. En 1995, il obtient l'habilitation universitaire en sociologie avec sa publication Medienereignisse als Indikatoren sozialen Wandels. Ein Beitrag zu einer Phänomenologie der öffentlichen Meinung (Les événements médiatiques comme indicateurs du changement social. Une contribution à une phénoménologie de l'opinion publique).
De 1987 à 2000, il occupe différentes places d'assistant à l'Université de Zurich, de Berne et de Fribourg. En 2000, il devient professeur de sociologie et de science de la communication (Publizistikwissenschaft) à l'Université de Zurich. À partir 2013, il préside la fondation Öffentlichkeit und Gesellschaft (Espace public et Société en français).
Kurt Imhof décède d'un cancer à l'âge de 59 ans.

## Travaux
Les domaines de recherche d'Imhof sont la sociologie de l'espace public, des médias, du changement social, des minorités et de la religion.
Il compte parmi les sociologues les plus controversés de son domaine et est très présent dans les médias suisses,.
Dans le Jahrbuch zur Qualität der Medien in der Schweiz (Annuaire sur la qualité des médias en Suisse) qu'il a fondé, il rapporte - au grand dam de certains éditeurs - d'inquiétantes tendances dans le milieu médiatique suisse : « le journalisme au service des intérêts des entreprises, la réduction des problèmes à leur seule personnalisation, le journalisme mensonger et le manque de connaissances techniques ».